# Neonicholsonia watsonii
Neonicholsonia watsonii är en enhjärtbladig växtart som beskrevs av Carl Lebrecht Udo Dammer. Neonicholsonia watsonii ingår i släktet Neonicholsonia och familjen Arecaceae. Inga underarter finns listade i Catalogue of Life.

## Bildgalleri

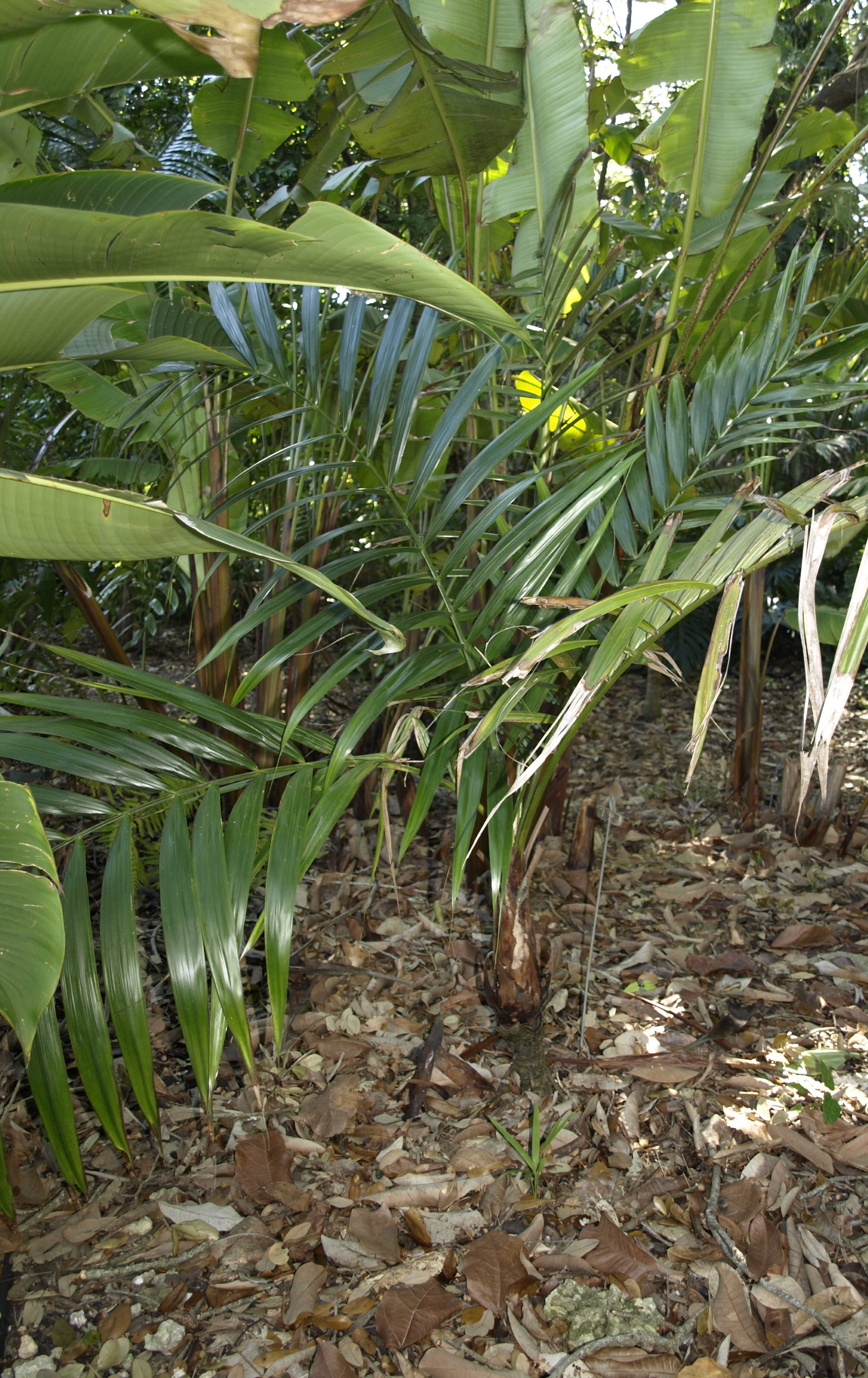